# Luigi Carmona
Luigi Carmona (Grotte, 11 agosto 1895 – Messina, 1984) è stato un chirurgo e critico letterario italiano.

## Biografia
È famoso per avere ideato per primo in Italia l'insegnamento della semeiotica chirurgica e della chirurgia sperimentale, le cui prime cattedre furono istituite alla facoltà medica dell'Università di Messina, di cui fu professore e poi preside dal 1960 al 1969. Fu socio fondatore della Società siciliana di chirurgia.
Si è occupato della trasfusione del sangue, delle alterazioni, di innesti auto, omo ed eteroplastici, del Morbo di Hodgkin, della rigenerazione dei nervi periferici; la Società italiana di Chirurgia ha istituito un premio in suo nome.
Si è occupato anche di critica letteraria, in particolare dello studio del poeta Giovanni Meli.
È stato membro dell'Accademia Peloritana dei Pericolanti.

## Libri e saggi
- Sulla trasfusione del sangue, Cappelli, 1923
- Altérations du foie par ligature de l'artère hépatique, t. XXXIX, Journal de chirurgie, Volumi 1-40, 1940
- Giovanni Meli medico e biologo[7]
- Carmona, Luigi, Sull'enervazione della milza : nota 1.: interruzione dei tronchi nervosi in corrispondenza dell'ilo Palermo: G. Travi, 1935
- Carmona, Luigi, La trasfusione di sangue nei cani avvelenati con permanganato di sodio, introdotto per via endovenosa Palermo: G. Travi, 1935
- Carmona, Luigi, Sull'azione dell'idrogeno solforato sopra due stipiti di stafilococco albo patogeno per il cane Palermo: G. Travi, 1935
- Carmona, Luigi, Giovanni Meli: medico e biologo Palermo: Palumbo, stampa 1941